# La Chapelle-Felcourt
La Chapelle-Felcourt és un municipi francès, situat al departament del Marne i a la regió del Gran Est. L'any 2018 tenia 49 habitants.

## Demografia
El 2007 tenia 70 habitants que vivien en 24 famílies. Hi havia 34 habitatges: 25 habitatges principals, dues segones residències i set desocupats.

## Economia
El 2007 la població en edat de treballar era de 39 persones, de les quals 28 eren actives. Hi havia una empresa de construcció, dues empreses de comerç i reparació d'automòbils i una de serveis.
L'any 2000 hi havia set explotacions agrícoles.